# Bekovo
Bekovo (in russo Бе́ково?) è un insediamento di tipo urbano della Russia europea centrale, situato nell'oblast' di Penza; è il centro amministrativo del distretto Bekovskij.
Si trova nel sud-ovest della regione di Penza, sulla riva destra del fiume Chopër, 154 km a sud-ovest di Penza.